# Thyone cherbonnieri
Thyone cherbonnieri is een zeekomkommer uit de familie Phyllophoridae.
De wetenschappelijke naam van de soort werd in 1959 gepubliceerd door J.P. Reys.